# 14 Pułk Armat Polowych (austro-węgierski)
Pułk Armat Polowych Nr 14 (FKR. 14) – pułk artylerii polowej cesarskiej i królewskiej Armii.

## Historia pułku
1 maja 1885 roku na bazie 3. Pułku Artylerii Polowej został utworzony 9. Ciężki Dywizjon (niem. 9. Schwere Batterie-Division). Dywizjon stacjonował w Bratysławie (niem. Pressburg, węg. Pozsony) na terytorium 5 Korpusu i wchodził w skład 5 Brygady Artylerii. Na stanowisko komendanta dywizjonu wyznaczony został major Heinrich Heger.
Z dniem 1 stycznia 1894 roku 9. Dywizjon (niem. 9. Batterie-Division) został rozwinięty w 14. Pułk Artylerii Dywizyjnej (niem. 14. Divisions-Artillerie-Regiment).
Swoje święto pułk obchodził 27 czerwca w rocznicę bitwy pod Trutnovem stoczonej w 1866 roku.
W 1914 roku pułk stacjonował w Bratysławie i wchodził w skład 5 Brygady Artylerii Polowej, ale pod względem taktycznym został podporządkowany komendantowi 14 Dywizji Piechoty.

## Komendanci pułku
- ppłk / płk Karl Schuster (1894[5] – )
- ppłk Alois Held (1889 – )
- ppłk Josef Kralowetz (1914[3])